# 1985-ös US Open (tenisz)
Az 1985-ös US Open az év harmadik Grand Slam-tornája volt. A US Open teniszbajnokságot ebben az évben 105. alkalommal rendezték meg augusztus 27–szeptember 8. között. A férfiaknál és a nőknél is cseh győzelem született: a férfiaknál Ivan Lendl, a nőknél Hana Mandlíková nyerte a tornát.

## Döntők

### Férfi egyes
Ivan Lendl -   John McEnroe, 7–6(1), 6–3, 6–4

### Női egyes
Hana Mandlíková -  Martina Navratilova, 7–6(3), 1–6, 7–6(2)

### Férfi páros
Ken Flach /  Robert Seguso -  Henri Leconte /  Yannick Noah, 6–7(5), 7–6(1), 7–6(6), 6–0

### Női páros
Claudia Kohde-Kilsch /  Helena Suková -  Martina Navratilova /  Pam Shriver,  6–7(5), 6–2, 6–3

### Vegyes páros
Martina Navratilova /  Heinz Günthardt -  Elizabeth Smylie /  John Fitzgerald, 6–3, 6–4

## Juniorok

### Fiú egyéni
Tim Trigueiro –  Joey Blake 6–2, 6–3

### Lány egyéni
Laura Garrone –  Andrea Holikova 6–2, 7–6

### Fiú páros
Joey Blake /  Darren Yates –  Patrick Flynn /  David Macpherson 3–6, 6–3, 6–4

### Lány páros
Andrea Holikova /  Radka Zrubáková –  Mariana Perez-Roldan /  Patricia Tarabini 6–4, 2–6, 7–5